# Лану, Арман
Арман Лану (фр. Armand Lanoux; 24 октября 1913 — 23 марта 1983) — французский писатель, лауреат Гонкуровской премии 1963 года.

## Биография
Арман Лану родился в Париже. В ранний период своей жизни он был учителем, дизайнером коробок для конфет, работником банка, художником и журналистом.
В 1950 году он стал редактором литературного журнала «Arthème Fayard», в 1964 — журнала «À la page».
Лану был председателем французского телевизионного комитета (Comité de la télévision française) и генеральным секретарём Международного университета радио и телевидения (l’Université radiophonique et télévisuelle internationale). Он также был членом ассоциации Франция-СССР.
Лану писал во многих жанрах: роман, документальная проза, хроники, драма, поэзия (премия Гийома Аполлинера 1953 года за сборник «Colporteur»).
В период с 1957 по 1965 год писатель проводил несколько месяцев в году на курорте Сен-Жан-Кап-Ферра.
В 1963 году Лану получил Гонкуровскую премию за роман «Когда море отступает».
В 1970 году вместе с Марселем Кравенном (Marcel Cravenne) написал сценарий телевизионного фильма «Лилия долины» по одноимённому роману Оноре де Бальзака. В 1980 году Лану адаптировал для телевидения новеллу Бальзака «Шагреневая кожа», экранизированную Мишелем Фаваром (Michel Favart).
Умер в Шан-сюр-Марне в возрасте 69 лет.

## Творчество
Дебютным романом Лану стал детектив «Убитая канадка» (1943). Наиболее зрелое произведение — трилогия «Безумная Грета»: романы «Майор Ватрен» (1956, русский перевод 1957), «Свиданье в Брюгге» (1958) и «Когда море отступает» (1963, русский перевод 1965; Гонкуровская премия). Романы объединены общей темой безумия мира, проявляющегося как в форме психических заболеваний («Свиданье в Брюгге»), так и в форме социальных уродств: войны, фашизма («Майор Ватрен»). В романе «Когда море отступает» антивоенная тема перерастает в антифашистскую.
Эстетика Лану связана с лучшими традициями французского натурализма. Интерес Лану к писателям XIX века проявляется в книгах «Здравствуйте, Эмиль Золя» (1954, рус. пер. 1966) и «Мопассан» (1967, рус. пер. 1971). Работы Лану «Полька пушек» (1971) и «Красный петух» (1972) посвящены истории Парижской Коммуны. В манере натуралистов выдержаны очерки Лану — «Физиология Парижа» (1954) и «Любовь девятисотых годов» (1961), в которых за ироничностью бытовых и пейзажных зарисовок скрывается острая критика буржуазного общества. Лану выступает как поэт (сборники «Разносчик», 1952, «Образы Эпиналя», 1969) и драматург (пьеса «Человек во фраке»).